# 1952年オスロオリンピックのイギリス選手団
1952年オスロオリンピックのイギリス選手団（1952ねんオスロオリンピックのイギリスせんしゅだん）は、1952年2月14日から2月25日までノルウェーのオスロで開催された1952年オスロオリンピックのイギリス選手団、およびその競技結果。

## 概要
今大会は金メダル1個、銀メダルと銅メダルはなかった。
フィギュアスケートの女子シングルでジャネット・アルウェッグが金メダルを獲得した。イギリス選手がフィギュアスケートで金メダルを獲得したのは1908年ロンドンオリンピックのマッジ・サイアーズ以来44年ぶり。

## メダル
| メダル | 選手名                   | 競技               | 種目         |
| ------ | ------------------------ | ------------------ | ------------ |
| 金     | ジャネット・アルウェッグ | フィギュアスケート | 女子シングル |